# Cristo in gloria
Cristo in gloria è il probabile soggetto di un affresco (circa 650x700 cm) di Cimabue e aiuti, databile attorno al 1277-1283 circa e conservato nell'abside della basilica superiore di San Francesco di Assisi. Si tratta del lunettone sopra la Crocifissione del transetto sinistro, oltre la loggetto dal ballatoio.

## Storia
La datazione degli affreschi di Cimabue è piuttosto discorde, sebbene negli studi più recenti si sia assestata a un periodo tra il 1277, anno dell'elezione al soglio pontificio di Niccolò III e il 1283 circa. La zona del transetto sinistro è decorata dalle Storie apocalittiche.
Gli affreschi di Cimabue sono in generale in condizioni mediocri o pessime. Uno dei peggio conservati è il lunettone dove forse era dipinto un Cristo in gloria, di cui restano solo alcuni brani marginali.

## Descrizione e stile
Le zone leggibili sono a sinistra in basso, con un grande frammento di ali variopinte, di azzurro, giallo e rosso; un altro brano di ali piumate sul lato opposto, con una predominanza dell'azzurro e del verde chiaro; in alto al centro un'aureola, un pezzo di volto e una spalla, appartenuti alla figura principale della scena, forse Cristo. 
La disposizione sopra la Crocifissione rende plausibile la presenza di un'Ascensione o di una gloria, appunto. La figura principale doveva occupare tutta la zona centrale dello spazio a disposizione ed essere affiancato da grandi angeli; in basso a destra si sarebbe potuta trovare una rappresentazione del demonio sconfitto.
Negli sguanci della lunetta si trovano angeli a mezza figura entro riquadri, lo stesso motivo che corre anche, con maggiore enfasi decorativa, sopra la quadrifora che illumina la testa del transetto. Sotto la lunetta corre un motivo con sei angeli a mezza figura sotto una finta loggetta a tutto sesto, dalle forme classiche e piene, ben diverse dalle figure verticalizzate del Maestro Oltremontano nell'altro braccio del transetto, dove infatti compaiono anche archetti ogivali. Nella parete della loggetta si trovano poi tre grandi angeli a piena figura con scettro, dall'espressione enigmatica, riferibili, seppur dubitativamente, alla mano del maestro per ampie parti. Essi incombono sulle sottostanti Storie apocalittiche come se vi assistessero, vigilandole.

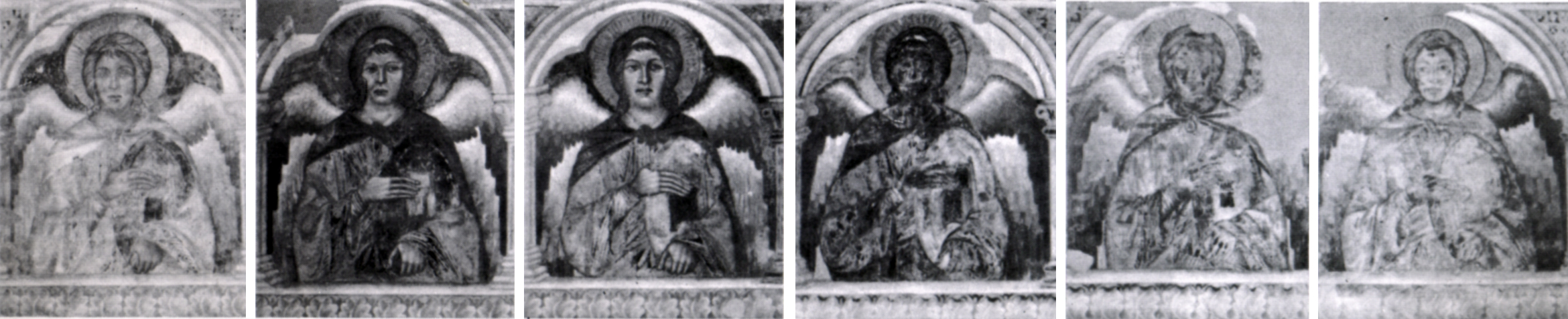
Angeli sopra la loggetta